# André Todescato
André Todescato (Caibi, 21 oktober 1982) is een Braziliaans voetballer met tevens de Italiaanse nationaliteit die als verdediger speelde onder de naam Caibi die verwijst naar zijn geboorteplaats.
In 2005 kwam hij naar Europa in Spanje bij UD Vall de Uxó en vervolgens bij CD Leganés. Hij speelde vervolgens voor NK Zadar in Kroatië, AEL Limassol op Cyprus, AGOVV Apeldoorn in Nederland, Skonto FC in Letland, FC Politehnica Iași in Roemenië, SS Real Montecchio in Italië en SS Murata uit San Marino voor hij in 2012 terugkeerde naar Brazilië.